# Evangelia Moraitidou
Evangelia "Evi" Moraitidou (grekiska: Ευαγγελία "Εύη" Μωραϊτίδου), född 26 mars 1975 i Aten, är en grekisk vattenpolospelare. Hon ingick i Greklands landslag vid olympiska sommarspelen 2004 och 2008.
Moraitidou tog OS-silver i damernas vattenpoloturnering i samband med de olympiska vattenpolotävlingarna 2004 i Aten. Hennes målsaldo i turneringen var sju mål. Fyra år senare i Peking slutade Grekland på åttonde plats och Moraitidou gjorde ett mål i turneringen.